# Mugil gyrans
Mugil gyrans är en fiskart som först beskrevs av Jordan och Gilbert, 1884.  Mugil gyrans ingår i släktet Mugil och familjen multfiskar. Inga underarter finns listade i Catalogue of Life.